# Gymnothorax equatorialis
Gymnothorax equatorialis és una espècie de peix de la família dels murènids i de l'ordre dels anguil·liformes.

## Morfologia
Els mascles poden assolir els 75 cm de longitud total.

## Distribució geogràfica
Es troba des del Golf de Califòrnia fins al Perú.